# Capparis tonkinensis
Capparis tonkinensis är en kaprisväxtart som beskrevs av François Gagnepain. Capparis tonkinensis ingår i släktet Capparis och familjen kaprisväxter. Inga underarter finns listade i Catalogue of Life.